# Ledaspis kirkianae
Ledaspis kirkianae är en insektsart som först beskrevs av Hall 1941.  Ledaspis kirkianae ingår i släktet Ledaspis och familjen pansarsköldlöss. Inga underarter finns listade i Catalogue of Life.